# 1880 en santé et médecine
| Années de la santé et de la médecine : 1877 - 1878 - 1879 - 1880 - 1881 - 1882 - 1883    |
| Décennies de la santé et de la médecine : 1850 - 1860 - 1870 - 1880 - 1890 - 1900 - 1910 |

Cet article présente les faits marquants de l'année 1880 en santé et médecine.

## Événements

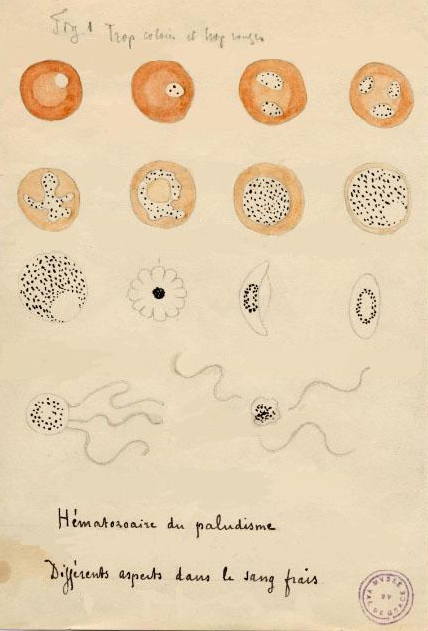
Hématozoaire du paludisme dessiné par Laveran (1880).

- 6 - 11 septembre : congrès de Milan, deuxième congrès international pour l’amélioration du sort des sourds-muets[1].
- 23 novembre : Charles Louis Alphonse Laveran décrit l’Hématozoaire du paludisme qu'il a observé le 6 novembre dans une communication lue à l'Académie de médecine[2].

- L’obstétricien Stéphane Tarnier met au point une couveuse, inspiré par un appareil conçu par Odile Martin au Jardin d'acclimatation à Paris pour l'éclosion artificielle des poulets[3].

## Publication
- Hippolyte Bernheim (1840-1919) : Suggestive Therapeutics[4].

- Désiré-Magloire Bourneville, Paul Regnard, Jean-Martin Charcot et Édouard Delessert : Iconographie photographique de la Salpêtrière, Service de M. Charcot.  3 vols. Paris: Progrès Médical, 1877–80.Le neurologue Jean-Martin Charcot utilise pendant plusieurs années la photographie pour étudier ses patients de la Salpêtrière. Il sera l’animateur des célèbres « leçons du mardi ».
- Moritz Kaposi : Pathologie und Therapie der Hautkrankheiten (« Pathologie et thérapie des maladies de peau »).

## Décès
- Thomas Staughton Savage (né en 1804), médecin et missionnaire protestant américain.